# LarrainVial
LarrainVial es una empresa financiera chilena fundada en 1934 por los hermanos Fernando y Leonidas Larrain Vial. Inicialmente, se enfocaba en la intermediación bursátil y la asesoría financiera, y con el tiempo, expandió sus servicios al manejo de activos, la administración de fondos y el asesoramiento en inversiones tanto a nivel local como internacional. Actualmente, la empresa tiene operaciones en Chile, Perú, Colombia, México y Estados Unidos, y es una de las principales corredoras de bolsa y gestoras de activos en la región.

## Historia
La historia de LarrainVial comienza en 1934 con su creación como una de las primeras corredoras de bolsa de Chile. En 1960, en alianza con el banco estadounidense Paine Webber, comenzaron a incursionar en la compra y venta de divisas extranjeras. Durante los años 90, LarrainVial expandió su presencia internacional, especialmente con operaciones en la Bolsa de Nueva York, y en 1998 lanzaron su primer fondo mutuo. En la década de los 2000, la empresa consolidó su rol como pionera en la distribución de productos financieros internacionales, como su primer fondo SICAV en Luxemburgo. En los años recientes, LarrainVial ha continuado su expansión internacional, con presencia en mercados emergentes como México y Centroamérica, y ampliando su portafolio con productos de activos alternativos y venture capital.

## Líneas de Negocio
LarrainVial opera en diversas áreas dentro del ámbito financiero, incluyendo la intermediación bursátil, la gestión de fondos de inversión, y el asesoramiento financiero a grandes patrimonios. Uno de sus principales enfoques es la distribución de productos financieros de terceros (DP3), permitiendo a inversionistas institucionales acceder a una amplia gama de productos de activos alternativos. La empresa también ha desarrollado un importante negocio de administración de fondos, con LarrainVial Asset Management y Activos AGF a la cabeza de su gestión, tanto en renta fija como en fondos alternativos. Además, la compañía ha expandido su presencia en mercados como el de Estados Unidos y México, enfocándose en la gestión de patrimonios y la distribución de productos financieros internacionales.

## Controversias
LarrainVial ha estado involucrada en diversas controversias en los últimos años, algunas de gran envergadura que han afectado su imagen y generado investigaciones judiciales y sanciones. Uno de los casos más notorios fue el "Caso Cascadas", donde la empresa y varios de sus ejecutivos fueron sancionados por fraude al fisco. Este caso involucró maniobras financieras irregulares relacionadas con el manejo de las sociedades controladas por Julio Ponce Lerou. La Superintendencia de Valores y Seguros (SVS) impuso multas millonarias a ejecutivos de LarrainVial, incluyendo a Leonidas Vial, uno de los controladores de la firma. Aunque las sanciones fueron posteriormente revocadas en parte por la Corte Suprema de Chile en 2024, el caso afectó gravemente la reputación de la empresa.
Otro caso que ha causado polémica recientemente es el "Caso Hermosilla", donde se filtraron una serie de audios en los que abogados y empresarios discutían sobre sobornos y coimas relacionados con disputas financieras. En estos audios, se mencionaba a LarrainVial en relación con una disputa legal entre la firma y un socio de la empresa Factop, una compañía de factoring en la cual LarrainVial estaba involucrada financieramente. El escándalo ganó relevancia pública debido a las implicaciones de corrupción y prácticas antiéticas, lo que llevó a la Fiscalía a investigar el contenido de los audios.
Además, en enero de 2024, LarrainVial fue centro de otra controversia debido a una llamada entre un asesor del gobierno y un director de la empresa, durante el debate de la reforma previsional en Chile. La filtración de esta información provocó sospechas de posibles conflictos de interés, ya que la reforma afectaría directamente a los fondos de pensiones, una de las áreas de negocio de LarrainVial.
En marzo de 2024, la Fiscalía Nacional Económica (FNE) presentó cargos contra LarrainVial por supuestas prácticas de "interlocking", acusando a la empresa de mantener directores en varias entidades competidoras, lo que podría violar las normas de competencia en el mercado financiero. Este caso está en proceso, pero ha generado inquietudes sobre la transparencia y las prácticas empresariales de la firma.